# Yasuhiro Yamashita
Yasuhiro Yamashita, född 1 juni 1957, är en framgångsrik judoutövare. Han vann fem guldmedaljer i internationella tävlingar och hade 203 segrar i rad. Han fick den japanska National Prize of Honor den 9 oktober 1984. Han avslutade sin idrottskarriär den 17 juni 1985.